# Anda Eibele
Anda Eibele (Riga, 30 luglio 1984) è un'ex cestista lettone.

## Carriera
Con la Lettonia ha disputato i Giochi olimpici di Pechino 2008 e tre edizioni dei Campionati europei (2005, 2009, 2013).